# Place Dauphine
Place Dauphine je javni trg blizu zahodnega konca otoka Île de la Cité v 1. okrožju Pariza. Uredil ga je Henrik IV. Francoski leta 1607, drugi njegov projekt za javne trge v Parizu, prvi je bil Place Royale (zdaj Place des Vosges). Poimenoval ga je po svojem sinu, francoskem dofenu in bodočem kralju Ludviku XIII., ki se je rodil leta 1601. S trga, pravzaprav trikotne oblike, je možno dostopati do sredine Pont Neufa, mostu, ki povezuje levi in desni breg Sene, tako da gre čez Île de la Cité. Ulica, ki se od leta 1948 imenuje Rue Henri-Robert, dolga štirideset metrov, povezuje Place Dauphine in most. Kjer se srečata, sta še dve imenovani mesti, Place du Pont-Neuf in Square du Vert-Galant.
Čez trg potekata liniji 4 in 7 podzemne železnice.

## Zgodovina
Place Dauphine je bil urejen v letih 1607–10, ko je bil Place Royale še v gradnji. Bil je med drugi urbanistični projekt kralja Henrika IV. za Place Royal (zdaj Place des Vosges) in je bil na mestu, ustvarjenem iz dela zahodnega vrta obzidane enklave, znane kot Palais de la Cité (ker so tam živeli kapetinski kralji že dolgo nazaj, zgrajeno je bilo pred Louvrom). Tam je bil paviljon, Maison des Etuves, v zahodnem zidu vrta, ki je gledal na dva rečna otočka, komaj kaj več kot blatna nasipa v tistem času. En otoček je bil vključen v nasuto kopno, ki je razširilo Île de la Cité proti zahodu in tvorilo srednji del, terre-plein, Pont Neufa (dokončan leta 1606) in na spodnji strani mostu ploščad, ki podpira konjeniški kip Henrika IV. (postavljen leta 1614). Drugi otoček je bil odstranjen. Place Dauphine naj bi zasedel zahodni del vrta in prazno zemljišče, ki je bilo ustvarjeno med njim in mostom.
Približno 3 hektarje zemlje je bilo 10. marca 1607 posredovano Achillu de Harlay z navodili za izvedbo projekta v skladu s splošnim načrtom, v katerem bi se hiše držale določene in ponavljajoče se fasade. Razvoj je bil sestavljen iz dveh komponent: trikotnega trga in vrste hiš nasproti vznožja trikotnika na vzhodni strani ulice de Harlay, pri čemer se raztezajo naprej proti vzhodu vzdolž nabrežja. Na trg sta bila dva vhoda: eden na sredini vzhodnega območja in drugi na zahodni točki, ki se je odpiral na Pont Neuf. Zahodni (dolvodni) prehod so tvorili pari paviljonov, obrnjeni proti mostu in kipu Henrika IV. na njegovi drugi strani.
Zadnja hiša, ki je bila zgrajena (na jugovzhodnem vogalu trga), je bila dokončana leta 1616. Prvotno so bile vse zgrajene z bolj ali manj določenimi fasadami, ki so bile podobne tistim na Place Royale, čeprav so bile hiše bolj skromne. Vsaka ponavljajoča se enota je v pritličju obsegala dve arkadni izložbi, obloženi s kamnom, med katerima so se ozka vrata odpirala v prehod v notranje dvorišče s strmim stopniščem, ki je vodilo v dve stanovanjski etaži zgoraj. Te so bile obložene z opečnimi in apnenčastimi kosi, verigami in tablicami. Na vrhu je bilo podstrešno nadstropje s strmo streho iz skrilavca in mansardami, podobno kot na Place Royale, le da je bilo vsako območje na Place Dauphine pokrito z eno samo streho, mansarde pa »niso dale slutiti ločenih hiš«. Pravzaprav so bile za fasadami same hiše, ki so jih gradili ločeni kupci, tlorisno in površinsko različne.
Skoraj vse hiše, ki obkrožajo trg, so bile od njegove izgradnje povišane, nove fasade, prezidane ali zamenjane z imitacijami originalov. Samo dve ohranjata svoj prvotni videz, tisti ob vhodu, ki gledata na Pont Neuf. Leta 1792 med revolucijo se je Place Dauphine preimenoval v Place Thionville, ime pa je obdržal do leta 1814. Nekdanje vzhodno območje, ki ga je močno poškodoval požar med boji Pariške komune leta 1871, je bilo očiščeno, da bi odprli pogled proti Palais de Justice. 

## Galerija
- Place Dauphine gleda proti zahodu proti Pont Neufu
- Place dauphine, severna stran